# Telioneura brevipennis
Telioneura brevipennis är en fjärilsart som beskrevs av Butler 1877. Telioneura brevipennis ingår i släktet Telioneura och familjen björnspinnare. Inga underarter finns listade i Catalogue of Life.